# Ratnawy (Łopoń)
Ratnawy – część wsi Łopoń w województwie małopolskim, w powiecie tarnowskim, w gminie Wojnicz. Od wschodu graniczy z częścią Wojnicza o nazwie Ratnawy.
Wieś notowana w źródłach od 1317 roku. Dawniej samodzielna wieś i gmina jednostkowa.  W 1933 roku większą część miejscowości przyłączono do Wojnicza wraz z wsią Zamoście; pozostała część stanowi obecnie integralną część wsi Łopoń.